# Suga Mama (zespół)
Suga Mama – kobiecy zespół Beyoncé Knowles, oryginalnie stworzony na potrzeby jej albumu B’Day z 2006 roku oraz światowej trasy koncertowej The Beyoncé Experience z 2007 roku.
Po raz pierwszy zespół pojawił się z Beyoncé w teledyku „Irreplaceable”. Kolejnymi wideoklipami z ich udziałem były „Green Light” i „Freakum Dress”.
Suga Mama zaczął ponownie występować z wokalistką w 2008 roku, by promować album I Am... Sasha Fierce, a także w 2009 roku, kiedy zespół wziął udział w trasie koncertowej I Am... Tour.
Zespół podczas koncertów często wykonuje fragmenty instrumentalne, gdy Beyoncé zmienia stroje lub z innych powodów nie ma jej na scenie.

## Skład
- dyrektor muzyczny/gitara: Bibi McGill
- dyrektor muzyczny/gitara basowa: Divinity Walker Roxx
- instrumenty perkusyjne: Marcie Chapa
- trąbka: Crystal Torres
- saksofon altowy: Tia Fuller
- saksofon tenorowy: Katty Rodriguez-Harrold
- perkusja: Nikki Glaspie & Kim Thompson
- instrumenty klawiszowe: Rie Tsuji & Brittani Washington
- The Mamas (chórek): Montina Cooper, Crystal „Crissy” Collins & Tiffany Riddick